# Віджай (актор)
Джозеф Віджай Чандрасекар (народився 22 червня 1974 року), професійно відомий як Віджай, індійський актор і співак, який працює в тамільському кіно. За свою кар'єру, яка триває понад три десятиліття, Віджай зіграв у 68 фільмах і є одним із найуспішніших у комерційному плані акторів тамільського кіно з кількома фільмами серед найкасовіших тамільських фільмів усіх часів і є одним із найбільш високооплачуваних акторів в Індії. Він отримав кілька нагород як актор. Згадується як «Талапатія» (перекл. командир), Віджай має значну кількість прихильників.
Віджай, народився в Мадрасі в родині режисера С. А. Чандрасекара, дебютував як дитина-актор у тамільському фільмі «Ветрі» (1984). Після кількох ролей дитинства у фільмах свого батька він зіграв свою першу головну роль у фільмі Naalaiya Theerpu (1992) у віці 18 років. Віджай продовжував виконувати головні ролі протягом наступних кількох років у відомих фільмах, серед яких Пуве Унаккага, Любов сьогодні, Кадгалукку Маріядгай, Тулладга Манамум Туллум і Куші. У 1998 році він був нагороджений Калаймаамані урядом Таміл Наду.
У 2004 році він знявся у фільмі Ghilli, який став першим тамільським фільмом, який зібрав у прокаті понад 50 крор рупій, а з подальшим успіхом фільмів Thirupaachi та Pokkiri пізніше він зарекомендував себе як один із провідних і комерційно успішних акторів тамільського кіно. Після періоду помірного успіху Віджай знявся в кількох критично та комерційно успішних фільмах, починаючи з початку 2010-х, включаючи Тулаккі, Катхтхі, Мерсал, Саркар, Майстер, Лео та Найбільший усіх часів.
У лютому 2024 року Віджай оголосив про свій відхід з кіно та про вихід у політику, запустивши фільм «Тамілага Веттрі Кажагам».

## Молодість і сім'я
Віджай народився як Джозеф Віджай Чандрасекар 22 червня 1974 року в Мадрасі (нині Ченнаї), Таміл Наду. Його батько, С. А. Чандрасекар, є кінорежисером, а мати, Шоба Чандрасекар, є співачкою та вокалісткою. Його батько має християнське походження, а мати — індуїстка. У Віджая була сестра Відг'я, яка померла, коли їй було два роки. Віджай навчався спочатку в школі Фатіма, Кодамбаккам, а потім у школі Балалок, Віругамбаккам. Він здобув ступінь бакалавра візуальної комунікації в коледжі Лойоли.

## Кінокар'єра

### 1984—2003: Дебют і перехід до головних ролей

Віджай у дитинстві актор

У віці 10 років Віджай дебютував як дитина-актор у тамільському фільмі «Ветрі», знятому П. С. Віраппою в 1984 році. Потім він грав як дитина-актор у таких фільмах, як Kudumbam (1984), Vasantha Raagam (1986), Sattam Oru Vilayaattu (1987) та Ithu Engal Neethi (1988). Він також грав у ролі другого плану з Раджінікантом у фільмі «Наан Сігаппу Манітан» (1985), який зняв його батько.

Віджай у 1998 році

Віджай вперше зіграв головну роль у Naalaiya Theerpu у 1992 році. Потім Віджай з'явився у фільмах Senthoorapandi, Rasigan, Deva та Coimbatore Mappillai, більшість із яких були успішними. У 1996 році Віджай знявся у фільмі «Пуве Унаккага» режисера Вікрамана, який, за його словами, забезпечив йому першу перерву та популярність. У 1997 році Віджай зіграв у фільмах Kaalamellam Kaathiruppen і Love Today.
Пізніше він знявся в комерційно успішних фільмах, таких як Nerrukku Ner, Kadhalukku Mariyadhai, Ninaithen Vandhai, Priyamudan і Thulladha Manamum Thullum. У 1999 році він знявся у фільмах Endrendrum Kadhal, Nenjinile і Minsara Kanna. У 2000 році він знявся в успішному фільмі «Kannukkul Nilavu», який став його 25-м фільмом, поряд із комерційно успішними романтичними фільмами «Куші» та «Пріямаанавале». У 2001 році він зіграв у касових зборах, зробивши хет-трик; Друзі, Бадрі та Шахджаган перед тим, як знятися в бойовику Тхаміжан разом із Пріянкою Чопрою у 2002 році. Пізніше він знявся в романтичному фільмі «Молодість» і бойовику «Багаватхі» того ж року. Віджай розпочав 2003 рік з Vaseegara та Pudhiya Githai.

### 2003–11: визнаний актор
У 2003 році після романтичного гостросюжетного фільму «Тхірумалай» Віджай знявся у фільмі «Ґгіллі» режисера С. Дгарані з Трішею та Пракашем Раджем. Фільм мав комерційний успіх і став першим тамільським фільмом, який зібрав понад 500 мільйонів  у національному прокаті, а також побив рекорд за кількістю людей, які переглянули фільм протягом першого тижня після виходу, який раніше належав М. Г. Рамачандрану Адімай Пенн (1969). Після того ж, він виступав у Madhurey і Thirupaachi у 2005 році. Пізніше він знявся в комерційно успішних фільмах Sachein, Sivakasi і Pokkiri. «Поккірі» став одним із найкасовіших фільмів у його кар'єрі на той час.

Віджай у 2007 році

У кінці 2007 року Віджай знявся в романтичному трилері «Ажагія Таміл Маган», де вперше в своїй кар'єрі зіграв подвійну роль. Виконував ролі як головного героя, так і антагоніста. Фільм мав комерційний успіх за межами Індії. За винятком комерційно успішних фільмів «Куруві» у 2008 році та «Веттайкааран» у 2009 році, його наступні релізи «Ажагія Таміл Маган» і «Віллу» мали середній успіх у національному прокаті, продовжуючи досягати успіху за кордоном. Віджай продовжував залишатися одним із найбільш високооплачуваних акторів, незважаючи на помірний успіх нещодавно випущених фільмів.
У 2010 році він знявся в комедійному бойовику «Сура», який став його 50-м фільмом як актора. На початку 2011 року Віджай знявся в романтичній комедії «Кавалан» режисера Сіддіка, яка отримала схвальний відгук і зібрала  102 крори по всьому світу. Фільм був показаний на Шанхайському міжнародному кінофестивалі в Китаї. Kaavalan мав комерційний успіх у Китаї. Його наступним фільмом став бойовик Velayudham режисера М. Раджі, який вийшов під час Дівалі та став одним із найкасовіших фільмів 2011 року. Фільм також мав успіх у критиків за кордоном.

### 2012–тепер: Комерційний успіх

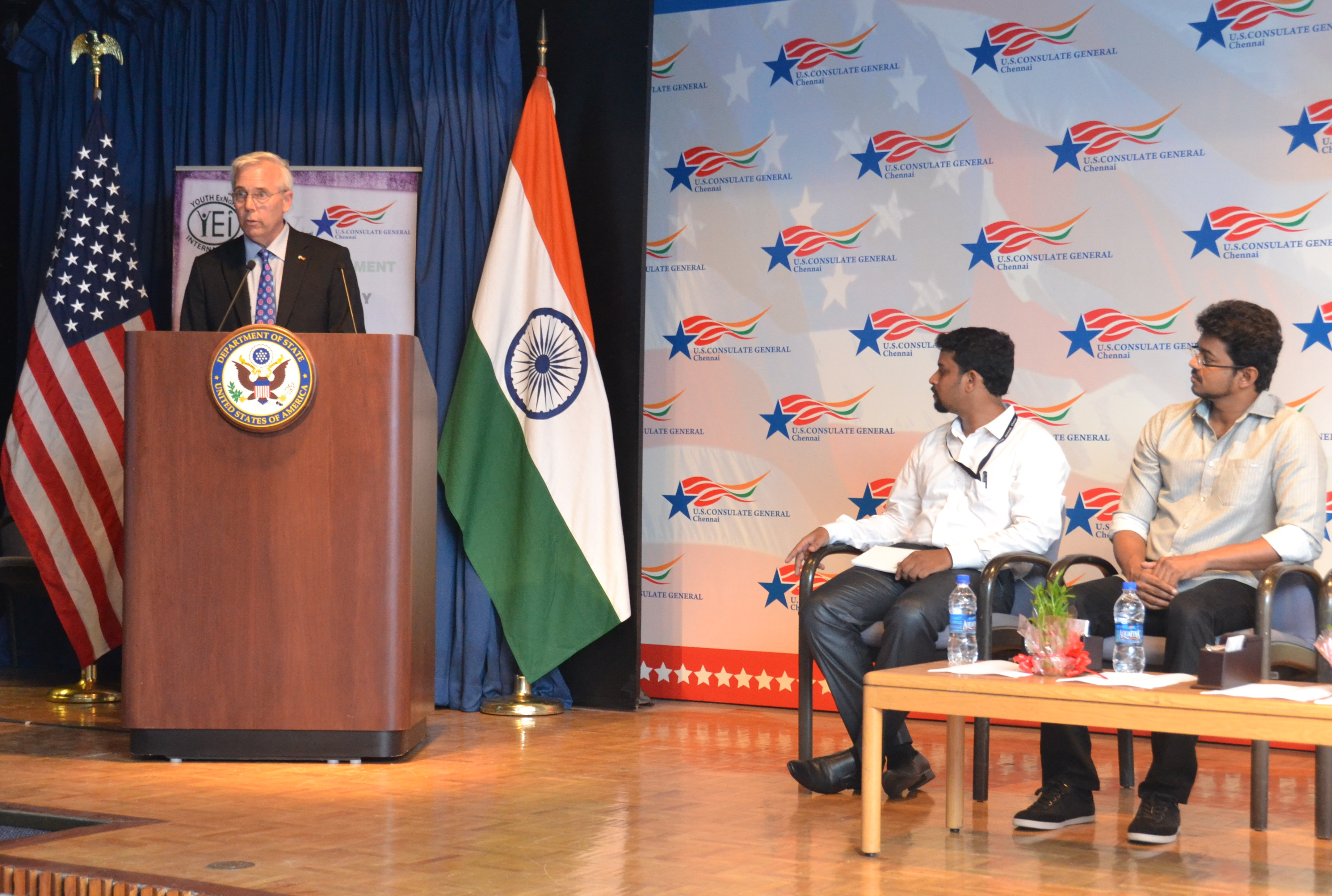
Віджай у 2013 році

У 2012 році Віджай знявся в комерційно успішному фільмі «Нанбан», римейку успішного фільму на гінді «3 ідіотів». Пізніше в тому ж році він знявся в бойовику Thuppakki режисера AR Murugadoss. Фільм став третім тамільським фільмом, який зібрав у прокаті понад  100 крор рупій у країні, і став найуспішнішим фільмом у кар'єрі Віджая на той час, зібравши понад 121 крор рупій. Його наступний фільм Thalaivaa режисера A. Л. Віджая вийшов у серпні 2013 року і отримав неоднозначні відгуки. У 2014 році він знявся у фільмі «Джилла», який став касовим хітом. Віджай зіграв головну роль у бойовику Kaththi, який отримав позитивні відгуки та зібрав 130 крор  у прокаті, ставши одним із найкасовіших тамільських фільмів у 2014 році.
У 2015 році він знявся у фантастичному фільмі «Пулі» режисера Чімбу Девена, який отримав неоднозначні чи погані відгуки критиків. Незважаючи на відгуки, фільм став одним із найкасовіших фільмів 2015 року. У квітні 2016 року бойовик «Тхери» режисера Етлі отримав неоднозначні відгуки. Він став другим найкасовішим тамільським фільмом 2016 року, зібравши понад 170 . У 2017 році вийшов фільм масала Bairavaa, який знову отримав неоднозначні відгуки. У 2017 році вийшов бойовик «Мерсал», який мав комерційний успіх, ставши першим із фільмів Віджая, який зібрав у прокаті понад  250 рупій. Фільм отримав нагороду за найкращий фільм іноземною мовою на Національній кінопремії Великобританії у 2018 році, а Віджай був номінований як найкращий акрофільм. Фільм був серед небагатьох фільмів Віджая, які вийшли в Японії та Китаї з подальшим показом на Міжнародному фестивалі фантастичного кіно в Пучхоні в Південній Кореї.
У 2018 році Віджай знявся в політичному фільмі «Саркар» разом з Кірті Суреш, який за два дні увійшов до 100 Crore Club. Фільм вийшов у 80 країнах і став його другим фільмом, який зібрав понад 250 . Віджай знявся у футбольному бойовику «Бігіл», який вийшов на екрани у 2019 році. Хоча фільм отримав змішані відгуки критиків, Віджая похвалили за зображення його персонажа, і фільм мав комерційний успіх, заробивши понад  300 рупій. Це також був перший тамільський фільм, який вийшов у Єгипті та Йорданії. У 2021 році вийшов його наступний фільм «Майстер» режисера Локеша Канагараджа. Після виходу він отримав змішані або позитивні відгуки критиків. Фільм зібрав понад 300 крор  у всьому світі та був визнаний успішним у прокаті. Його наступним фільмом став чорнокомедійний бойовик «Звір», який отримав неоднозначні відгуки критиків. Фільм добре показав за кордоном прокат і був комерційно успішним, зібравши понад 300 крор  у всьому світу. У 2022 році він став одним із найпопулярніших фільмів на Netflix у всьому світі.
У 2023 році Віджай знявся в драматичному гостросюжетному фільмі «Варісу» режисера Вамші Пайдіпаллі. Фільм мав комерційний успіх, зібравши в прокаті понад 300 крор . Його наступним випуском 2023 року став бойовик «Лео». Він отримав змішані відгуки критиків, але згодом став комерційно успішним фільмом і став одним із найкасовіших індійських фільмів року з валовими зборами понад  600 крор рупій. Його науково-фантастичний бойовик «Найвеличніший за всі часи» отримав неоднозначні відгуки, але мав дохід у кінотеатрах понад  450 рупій. У лютому 2024 року Віджай оголосив, що він зніметься ще в одному фільмі, який стане для нього 69-м і останнім у ролі виконавця головної ролі під умовною назвою «Тхалапатхія 69».

## Політична кар'єра
У 2009 році Віджай відкрив свій фан-клуб Vijay Makkal Iyakkam. Організація підтримала альянс AIADMK на парламентських виборах 2011 року. Організація фан-клубу брала участь у місцевих виборах у Таміл Наду в жовтні 2021 року, здобувши перемогу на 115 зі 169 місць, які претендували на участь. 2 лютого 2024 року Віджай оголосив про створення своєї політичної партії «Тамілага Веттрі Кажагам». Політологи припустили, що партія TVK може зазнати експансії на інші штати Індії. Віджай вважав Закон про внесення змін до громадянства 2019 року, ухвалений урядом BJP, неприйнятним, оскільки він порушить соціальну релігійну гармонію нації.

## Особисте життя
25 серпня 1999 року Віджай одружився із Сангіті, тамілці зі Шрі-Ланки. У них двоє дітей: син Санджай, який ненадовго з'явився разом зі своїм батьком у Веттаікаарані, і донька Дів'я, яка з'явилася в Тері свого батька.

### Багатство і заробіток
Станом на  2021, Чистий капітал Віджая перевищує 420 крор. Віджай заробив 100 крор для Beast, а також приблизно 120 крор — 150 крор для Varisu. У 2023 році він, як повідомляється, отримав 200 крор зарплати, ставши одним із найбільш високооплачуваних акторів в Індії.
5 лютого 2020 року Департамент прибуткового податку здійснив обшук у резиденції Віджая в Ченнаї, щоб виявити потенційне ухилення від сплати податків та його інвестиції в нерухоме майно. Пізніше чиновники заявили, що під час рейду нічого істотного не виявлено. 13 липня 2021 року Високий суд Мадраса відхилив клопотання Віджая, подане у 2012 році, про звільнення від сплати податку на в'їзд для його автомобіля Rolls-Royce Ghost, який був імпортований із Сполученого Королівства, і наклав штраф у розмірі 1 лакх рупій. 27 липня 2021 року Верховний суд Мадраса у складі двох суддів призупинив дію попередньої ухвали. 25 січня 2022 року суд відхилив критичні заяви попереднього судді, а 15 липня 2022 року суд визнав, що штраф не накладається.

## Нагороди та подяки

Віджай у 2018 році

У 1998 році Віджай був нагороджений Калаймаамані від уряду Тамілнаду, а Віджай отримав почесний докторський ступінь від Освітнього інституту доктора MGR за досягнення в кіноіндустрії у 2007 році. Віджай був визнаний найкращим міжнародним актором 2018 року у Великій Британії за роль у фільмі «Мерсал». Він отримав безліч інших нагород і похвал за свою акторську гру.

## Громадський образ
Згадується як Thalapathy (перекл. командир), Віджай має значну кількість прихильників.
News 18 описує Віджая як «універсального актора» та «фантастичного співака, танцюриста та філантропа». Його похвалили за його танець у The Times of India, назвавши танцювальні рухи Віджая «енергійними та легкими». Його високо оцінили за його акторські здібності, повідомляє Zee Media, що «Віджай вразив глядачів своєю акторською грою та зовнішністю».
У 2019 році воскова фігура Віджая була відкрита в музеї Каньякумарі. У 2023 році Віджай зайняв 8 місце в журналі Eastern Eye серед світових знаменитостей в Азії.